# Асташково (Смоленская область)
Асташково — деревня в Починковском районе Смоленской области России. Входит в состав Прудковского сельского поселения. Население — 9 жителей (2007 год).
Расположена в центральной части области в 8 км к западу от Починка, в 6 км западнее автодороги А141 Орёл — Витебск. В 10 км восточнее деревни расположена железнодорожная станция Починок на линии Смоленск — Рославль.

## История
Вблизи деревни найдено капище древних славян.
В годы Великой Отечественной войны деревня была оккупирована немецкими войсками в июле 1941 года, освобождена в сентябре 1943 года.